# Elchingen auf dem Härtsfeld
Elchingen auf dem Härtsfeld (schwäbisch: „Elchig“) ist ein Stadtteil von Neresheim im baden-württembergischen Ostalbkreis. Der einst selbständige Ort wurde am 1. Mai 1972 nach Neresheim eingemeindet.

## Lage und Verkehrsanbindung
Elchingen auf dem Härtsfeld liegt nordwestlich des Stadtkerns von Neresheim an der Landesstraße L 1084 und an den Kreisstraßen K 3296 und 3297. Südöstlich verläuft die B 466 und westlich die A 7. Südlich vom Ort liegt der Verkehrslande-Flugplatz Aalen-Heidenheim.
Der Ort liegt auf dem Härtsfeld, einer Hochfläche im Osten der Schwäbischen Alb.

## Geschichte

### Bevölkerungsentwicklung
| Jahr      | 1813 | 1821 | 1834 | 1846 | 1852 | 1858 | 1867 | 1871 | 1880 | 1900 | 1910 | 1925 | 1939 | 1950 | 1961  | 1970  | 2018  | 2019  | 2020  | 2021  | 2022  |
| Einwohner | 919  | 756  | 768  | 809  | 711  | 843  | 815  | 706  | 753  | 791  | 694  | 713  | 612  | 984  | 1.007 | 1.072 | 1.548 | 1.592 | 1.596 | 1.564 | 1.541 |

### Früheste Besiedlung
Die ältesten Anzeichen der Besiedlung auf dem Elchinger Gebiet sind die hallstattzeitlichen Grabhügel im nördlich gelegenen Gewann Heiligenwald. Einer von den circa 20 Hügeln wurde geöffnet, es wurden Urnen und andere Gefäße gefunden.

### Römerzeit
Durch das Gebiet des heutigen Elchingen verlief östlich gelegen eine Römerstraße, die die römischen Ansiedlungen in Heidenheim (Aquileia) und Bopfingen (Opie) verband. Diese Straße kennzeichnete den nur gering befestigten Verlauf der Nordgrenze des Römischen Reiches im späten ersten Jahrhundert nach Christus (Alblimes). Ein römischer Wachhügel befand sich in der Nähe der heutigen Kirche.
Im Historischen Atlas von Baden-Württemberg werden für das Elchinger Gebiet ein römischer Friedhof und vier Villae rusticae genannt, drei davon auf dem heutigen Siedlungsgebiet und eine östlich des Ortes. In der Beschreibung des Oberamts Neresheim wird berichtet, dass in der Fuchsgasse und im östlich gelegenen Gewann Birk römische Gebäudereste gefunden wurden.

### Ab dem Mittelalter
Elchingen wurde 1144 als „Alchingen“ erwähnt, was auf eine Alemannische Besiedlung durch einen Sippenführer namens „Alcho“ oder ähnlich hindeutet. Das Dorf gehörte zu dieser Zeit hälftig zum Zehentbezirk der Ohmenheimer Kirche. Später waren die Herren von Hürnheim die Hauptbesitzer, Conrad vom Hohenhause verkaufte Elchingen an die Grafen von Oettingen, welche 1311 ihren Besitz samt dem Kirchensatz dem Kloster Neresheim um 1200 Pfund Heller überließen.
1343 war die Witwe des Vogts von Diepertsbuch die Besitzerin. Im Dreißigjährigen Krieg wurde Elchingen bis auf fünf bebaute Güter zerstört. Elchingen kam 1764 wieder komplett an das Kloster Neresheim, mit dem es 1803 zu Thurn und Taxis, 1806 an das Königreich Bayern und 1810 zum Königreich Württemberg kam.
Elchingen war von 1901 bis 1972 mit der Härtsfeldbahn an das Bahnnetz angeschlossen. Am 1. Mai 1972 wurde die Gemeinde Elchingen nach Neresheim eingemeindet. Die gleichnamige Gemeinde Elchingen im Landkreis Neu-Ulm wurde erst 1978 gegründet, weshalb nie ein Namenskonflikt herrschte.

### Ortsbrände
- 1654: komplett abgebrannt
- 13. Mai 1756: 123 Gebäude mit Kirche abgebrannt
- 13. Juni 1845: 25 Gebäude abgebrannt
- 14. Juni 1870: 44 Gebäude abgebrannt

## Politik

### Ortschaftsrat
Zur Kommunalwahl am 26. Mai 2019, zu der 1291 Personen wahlberechtigt waren, wurden in Elchingen 10 Ortschaftsräte gewählt:
| Parteien und Wählergemeinschaften | Parteien und Wählergemeinschaften           | % 2019 | Sitze 2019 |        | % 2014 | Sitze 2014 |
| CDU                               | Christlich Demokratische Union Deutschlands | 56,2   | 6          | 61,8   | 6      |            |
| FWV                               | Freie Wählervereinigung                     | 43,8   | 4          | 38,2   | 4      |            |
| Gesamt                            | Gesamt                                      | 100    | 10         | 100    | 10     |            |
| Wahlbeteiligung                   | Wahlbeteiligung                             | 67,8 % | 67,8 %     | 57,5 % | 57,5 % |            |

Seit 2024 gibt es nur noch eine Liste zur Wahl: Die „Bürgerliste Elchingen“, welche 99,44 % der Stimmen bei einer Wahlbeteiligung von 71,75 % erhalten hat.
Ortsvorsteher von 2009 bis 2024 war Nikolaus Rupp (CDU). Seit 2024 ist Franz Mettmann Ortsvorsteher.

### Wappen
| Wappen der früheren Gemeinde Elchingen auf dem Härtsfeld | Blasonierung: „Ein nach rechts trabender goldener Elch auf rotem Grund.“ |
| Wappen der früheren Gemeinde Elchingen auf dem Härtsfeld | Wappenbegründung: Das Wappen wurde der Gemeinde mit Schreiben vom 27.12.1957 durch das Innenministerium Baden-Württemberg verliehen. Das Wappen ist ein redendes Wappen, welches in den Farben der ehemaligen Grafschaft Oettingen die erste Silbe des Ortsnamens symbolisiert. |

## Kultur und Sehenswürdigkeiten

### Kulturdenkmäler
Die katholische Pfarrkirche, die dem Heiligen Otmar geweiht ist, wurde 1725 unter Abt Amandus Fischer erbaut und unter Reichsabt Michael 1792 erneuert.
Das Pfarrhaus wurde in der zweiten Hälfte des achtzehnten Jahrhunderts erbaut.

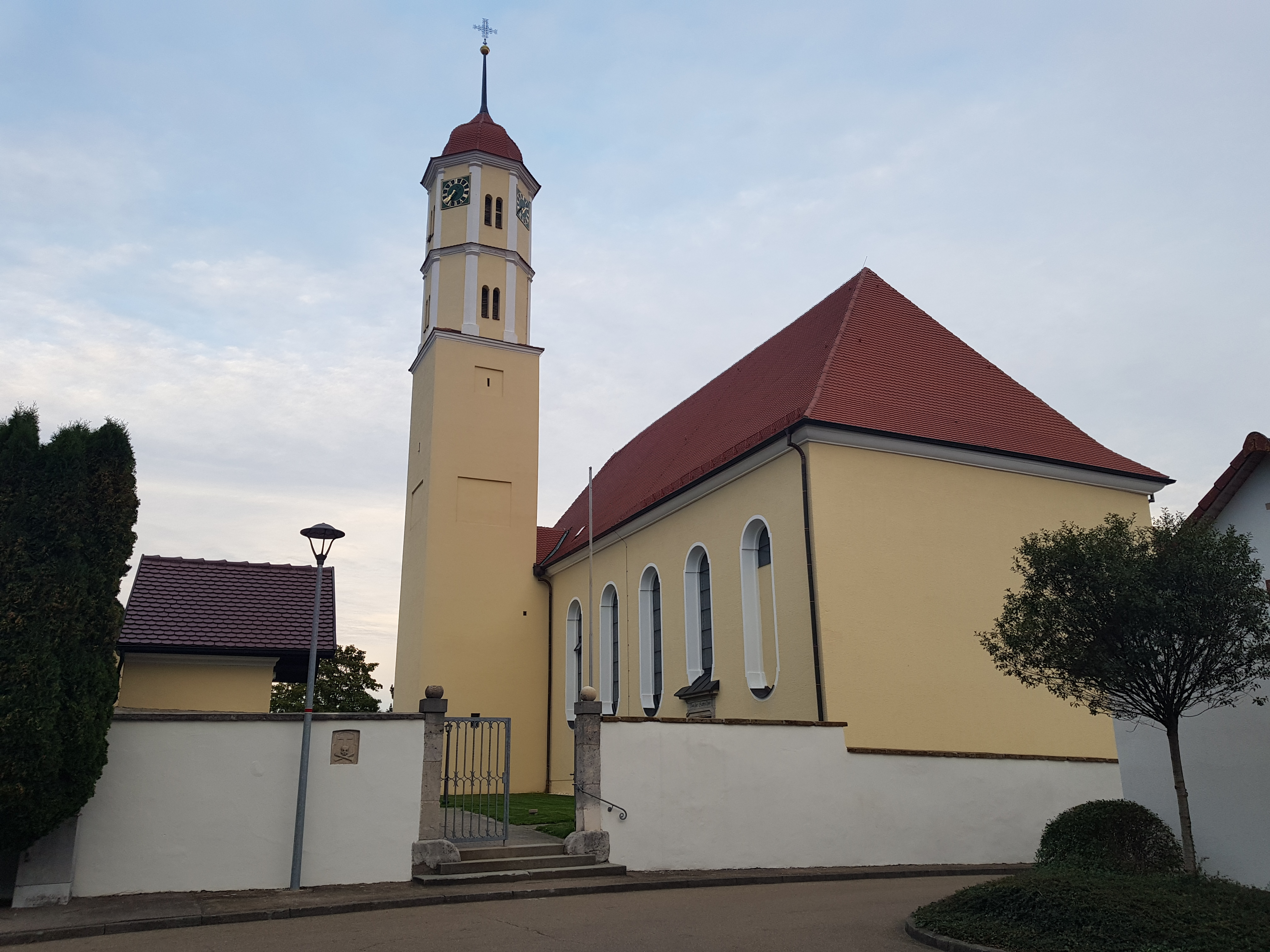
Katholische Pfarrkirche St. Otmar
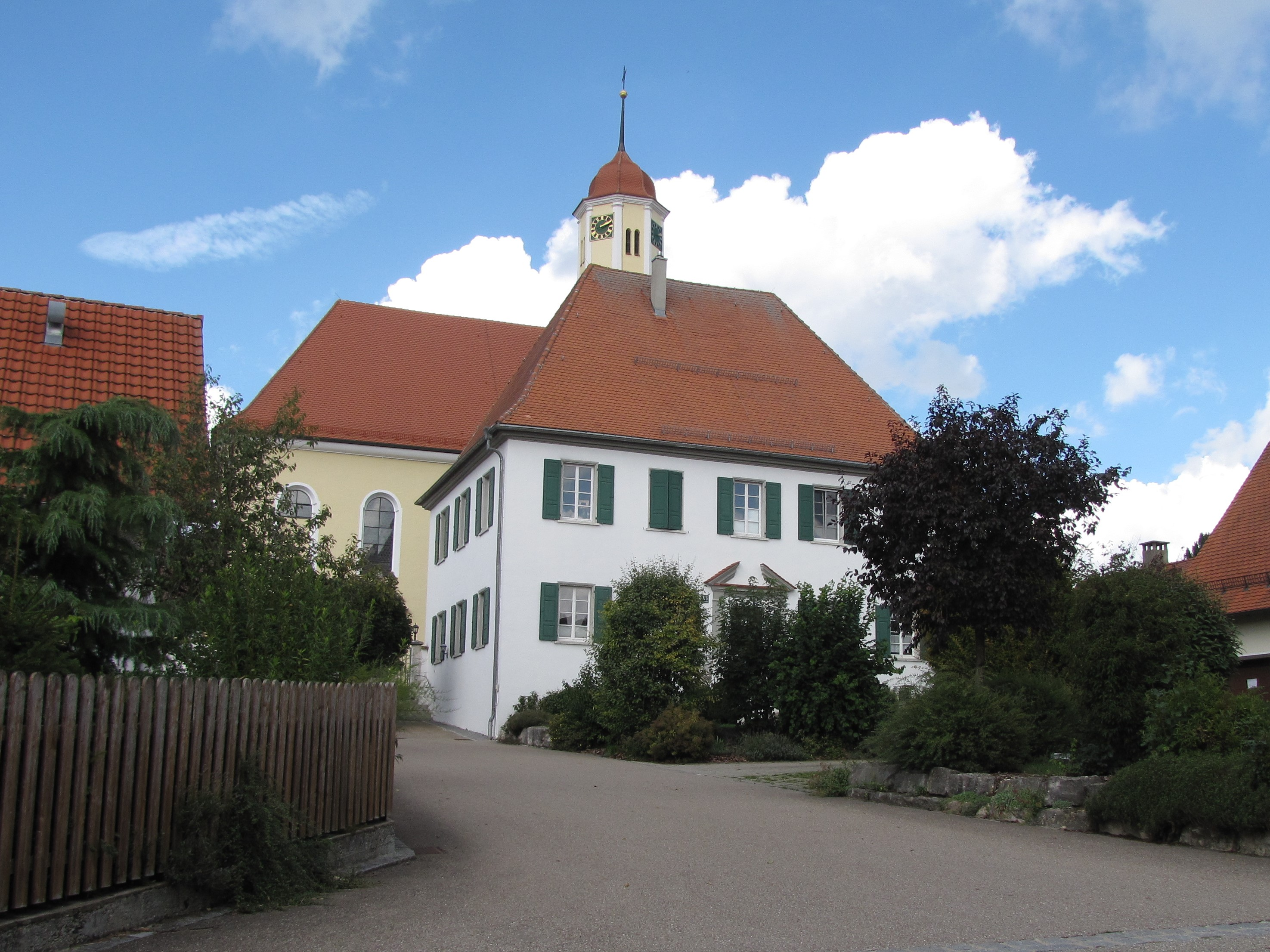
Katholisches Pfarrhaus

### Regelmäßige Veranstaltungen
Seit 1979 veranstaltet der Musikverein Elchingen jährlich das Weinfest im Elchinger Musikantenstadl. Das Weinfest ist überregional bekannt und es treten regelmäßig bekannte Musikkapellen wie die Scherzachtaler Blasmusik oder die Oberschwäbischen Dorfmusikanten auf.

## Vereine
- Sportverein Elchingen e. V. 1966[11]
- Musikverein Elchingen e. V.[12]
- Kegelclub Elchingen e. V.[13]
- Liedertafel Elchingen e. V.[14]
- Schwobahütte
- Jugend und Kulturverein
- Jugendförderverein
- Obst- und Gartenbauverein